# Alpsee

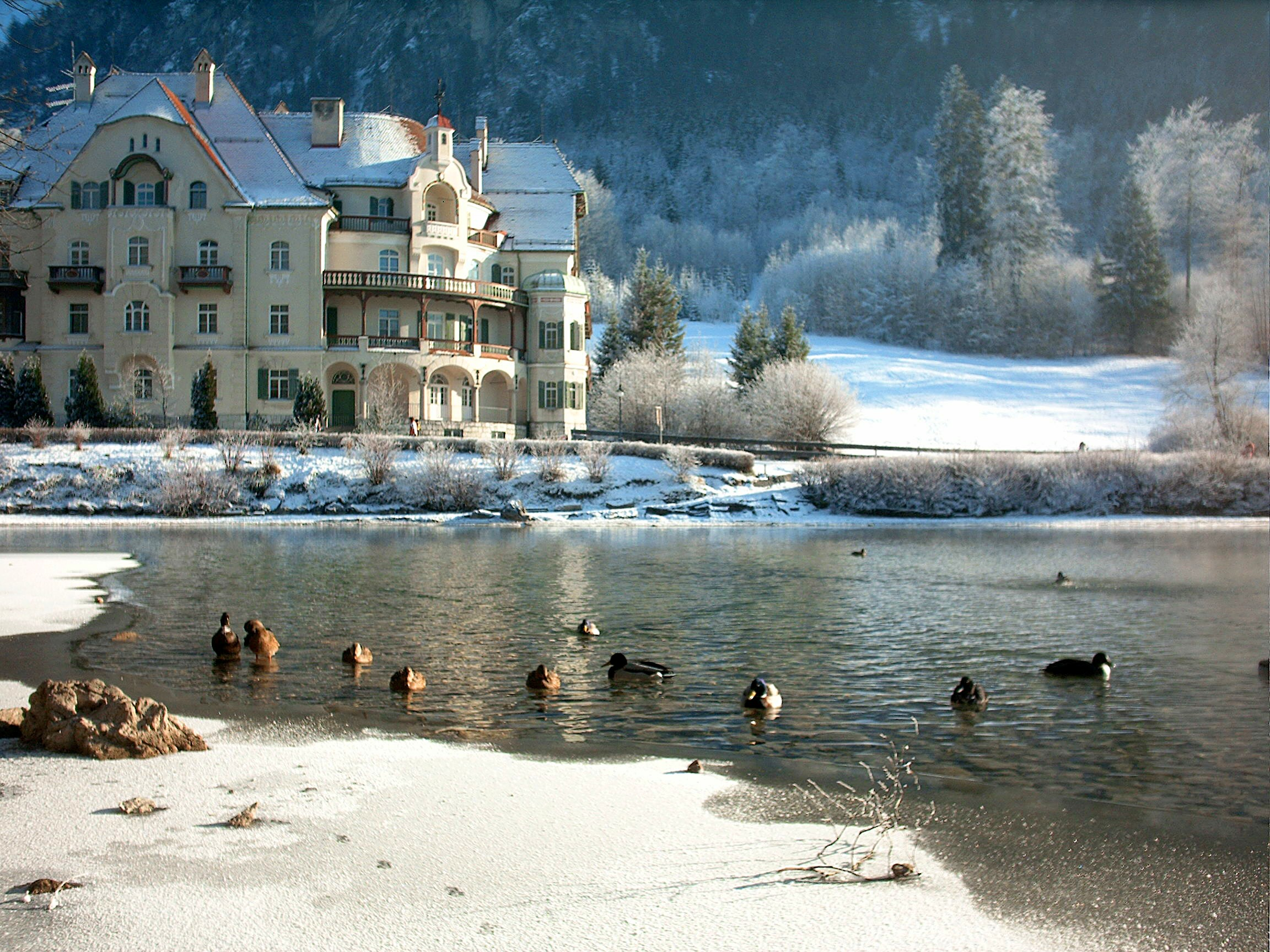
Hotel în ziua de Crăciun a anului 2006

Alpsee este un lac din districtul Ostallgäu al landului Bavaria (Germania), localizat la aproape 2 km sud-est de orașul Füssen (în comuna Schwangau) și la 450 de metri de granița cu Austria. El se află în apropiere de castelele Neuschwanstein și Hohenschwangau, la poalele muntelui Säuling. La aproximativ 400 de metri nord de Alpsee se află mai micul lac Schwansee.
Lacul are un țărm cu lungimea de sub cinci kilometri și o adâncime maximă de 62 metri. El este o populară atracție turistică, având în vedere proximitatea sa de cele două castele și lebedele sălbatice care populează lacul. Sunt disponibile bărci pentru închiriere și există o mare varietate de trasee pentru drumeții în zona învecinată. Un traseu circular se află în jurul țărmului și "Fürstenstrasse" (Drumul Prinților) conduce la Hohenschwangau peste creasta Schwarzenberg și în jos până la Pinswang în Lechtal.
Alpsee este considerat unul dintre cele mai curate lacuri din Germania. Pe malul de sud a fost amenajat un loc de scăldat (Alpseebad).
1. ↑  GeoNames